# Atlanta Falcons 2021
La stagione 2021 degli Atlanta Falcons è stata la 56ª della franchigia nella National Football League e la prima con Arthur Smith come capo-allenatore.
Per la prima volta dal 2010, il wide receiver Julio Jones non fece parte del roster, essendo stato scambiato con i Tennessee Titans il 6 giugno 2021. Jones lasciò Atlanta come leader di tutti i tempi della franchigia in ricezioni e yard ricevute. La stagione si concluse con un record di 7-10, mancando l'accesso ai playoff per il quarto anno consecutivo.

## Scelte nel Draft 2021
| Scelte dei Falcons nel Draft 2021 |        |                     |       |                 |                    |
| Giro                              | Scelta | Giocatore           | Ruolo | College         | Note               |
| 1                                 | 4      | Kyle Pitts          | TE    | Florida         |                    |
| 2                                 | 40     | Richie Grant        | S     | UCF             | dai Denver Broncos |
| 3                                 | 68     | Jalen Mayfield      | OG    | Michigan        |                    |
| 4                                 | 108    | Darren Hall         | CB    | San Diego State |                    |
| 4                                 | 114    | Drew Dalman         | C     | Stanford        | dai Denver Broncos |
| 5                                 | 148    | Ta'Quon Graham      | DE    | Texas           |                    |
| 5                                 | 182    | Adetokunbo Ogundeji | DE    | Notre Dame      |                    |
| 5                                 | 183    | Avery Williams      | CB    | Boise State     |                    |
| 6                                 | 187    | Frank Darby         | WR    | Arizona State   |                    |

## Roster
| Roster degli Atlanta Falcons nel 2021 |
| --- |
| Quarterback - 15 Feleipe Franks - 16 Josh Rosen - 2 Matt Ryan Running Back - 28 Mike Davis - 25 Wayne Gallman - 84 Cordarrelle Patterson - 40 Keith Smith FB Wide Receiver - 13 Christian Blake - 88 Frank Darby - 14 Russell Gage - 18 Calvin Ridley - 4 Tajae Sharpe - 17 Olamide Zaccheaus Tight End - 81 Hayden Hurst - 8 Kyle Pitts - 85 Lee Smith Offensive Linemen - 67 Drew Dalman C - 66 Colby Gossett G - 61 Matt Hennessy C - 63 Chris Lindstrom G - 70 Jake Matthews T - 77 Jalen Mayfield T - 76 Kaleb McGary T - 69 Jason Spriggs T Defensive Linemen - 99 Jonathan Bullard DE - 50 John Cominsky DE - 90 Marlon Davidson DE - 96 Tyeler Davison NT - 95 Ta'Quon Graham DE - 97 Grady Jarrett DE Linebacker - 51 Brandon Copeland OLB - 48 Dorian Etheridge ILB - 6 Dante Fowler OLB - 45 Deion Jones ILB - 55 Steven Means OLB - 92 Adetokunbo Ogundeji OLB - 54 Foyesade Oluokun ILB - 91 Jacob Tuioti-Mariner OLB - 3 Mykal Walker ILB Defensive Back - 27 Richie Grant S - 39 T.J. Green S - 34 Darren Hall CB - 21 Duron Harmon S - 23 Erik Harris FS - 32 Jaylinn Hawkins S - 22 Fabian Moreau CB - 26 Isaiah Oliver CB - 20 Kendall Sheffield CB - 24 A.J. Terrell CB - 35 Avery Williams CB Special Team - 47 Josh Harris LS - 7 Younghoe Koo K - 9 Cameron Nizialek P Lista delle riserve - 68 Josh Andrews G (IR) - 80 Ryan Becker TE (IR) - 73 Matt Gono OT (PUP) - 87 Jaeden Graham TE (IR) - 46 Parker Hesse TE (COVID-19) - 9 Dom Maggio P (Waived/injured) - 5 A.J. McCarron QB (IR) - 94 Deadrin Senat DE (IR) Squadra di allenamento - 72 Willie Beavers T - 56 Quinton Bell OLB - -- Keelan Doss WR - 52 Emmanuel Ellerbee ILB - 19 Juwan Green WR - 42 Caleb Huntley RB - 37 Dwayne Johnson S - 71 Sam Jones G - 64 Ryan Neuzil G - 59 George Obinna OLB - 89 John Raine TE - 79 Chris Slayton DE - 82 Austin Trammell WR - -- James Vaughters LB - 48 David Wells TE - 29 Chris Williamson CB 53 attivi, 8 inattivi, 16 nella squadra di allenamento |
| Legenda - I rookie sono in corsivo. - Il primo ruolo è il principale mentre gli eventuali successivi indicano i ruoli secondari. - (IR) sta per Injured Reserve ed indica la lista ristretta per un solo giocatore infortunato che può tornare ad allenarsi dopo la settimana 6 e a rientrare in prima squadra dopo che questa ha giocato 8 partite. - (NF-Inj.) / (NF-Ill.) stanno rispettivamente per Non-Football Injured e Non-Football Illness ed indicano le liste dove viene inserito un giocatore che ha un infortunio o una malattia non dipendente dal football americano. - (PUP) sta per Physically Unable to Perform ed indica la lista dove viene inserito un giocatore mentre è in attesa di recuperare la condizione fisica. Nella stagione regolare dopo la sesta partita giocata dalla propria squadra, il giocatore ha tempo tre settimane per riprendere ad allenarsi, più tre settimane aggiuntive dal suo rientro agli allenamenti per rientrare in prima squadra. |

## Calendario
| Stagione regolare |                    |                          |                    |                    |                           |                    |
| Turno             | Data               | Avversario               | Risultato          | Record             | Stadio                    | Sintesi            |
| 1                 | 12 settembre       | Philadelphia Eagles      | S 6–32             | 0–1                | Mercedes-Benz Stadium     | Recap              |
| 2                 | 19 settembre       | at Tampa Bay Buccaneers  | S 25–48            | 0–2                | Raymond James Stadium     | Recap              |
| 3                 | 26 settembre       | at New York Giants       | V 17–14            | 1–2                | MetLife Stadium           | Recap              |
| 4                 | 3 ottobre          | Washington Football Team | S 30–34            | 1–3                | Mercedes-Benz Stadium     | Recap              |
| 5                 | 10 ottobre         | New York Jets            | V 27–20            | 2–3                | Tottenham Hotspur Stadium | Recap              |
| 6                 | Settimana di pausa | Settimana di pausa       | Settimana di pausa | Settimana di pausa | Settimana di pausa        | Settimana di pausa |
| 7                 | 24 ottobre         | at Miami Dolphins        | V 30–28            | 3–3                | Hard Rock Stadium         | Recap              |
| 8                 | 31 ottobre         | Carolina Panthers        | S 13–19            | 3–4                | Mercedes-Benz Stadium     | Recap              |
| 9                 | 7 novembre         | at New Orleans Saints    | V 27–25            | 4–4                | Caesars Superdome         | Recap              |
| 10                | 14 novembre        | at Dallas Cowboys        | S 3–43             | 4–5                | AT&T Stadium              | Recap              |
| 11                | 18 novembre        | New England Patriots     | S 0–25             | 4–6                | Mercedes-Benz Stadium     | Recap              |
| 12                | 28 novembre        | at Jacksonville Jaguars  | V 21–14            | 5–6                | TIAA Bank Field           | Recap              |
| 13                | 5 dicembre         | Tampa Bay Buccaneers     | S 17–30            | 5–7                | Mercedes-Benz Stadium     | Recap              |
| 14                | 12 dicembre        | at Carolina Panthers     | V 29–21            | 6–7                | Bank of America Stadium   | Recap              |
| 15                | 19 dicembre        | at San Francisco 49ers   | S 13–31            | 6–8                | Levi's Stadium            | Recap              |
| 16                | 26 dicembre        | Detroit Lions            | V 20–16            | 7–8                | Mercedes-Benz Stadium     | Recap              |
| 17                | 2 gennaio          | at Buffalo Bills         | S 15–29            | 7–9                | Highmark Stadium          | Recap              |
| 18                | 9 gennaio          | New Orleans Saints       | S 20–30            | 7–10               | Mercedes-Benz Stadium     | Recap              |

Note: gli avversari della propria division sono in grassetto.

## Premi

### Premi settimanali e mensili
- Deion Jones

difensore della NFC della settimana 7
- Matt Ryan

giocatore offensivo della NFC della settimana 9
- Thomas Morstead

giocatore degli special team della NFC della settimana 12
giocatore degli special team della NFC del mese di dicembre
- Foyesade Oluokun

difensore della NFC della settimana 16